# Cardiochiles melanotus
Cardiochiles melanotus är en stekelart som beskrevs av Telenga 1955. Cardiochiles melanotus ingår i släktet Cardiochiles och familjen bracksteklar. Inga underarter finns listade.